# Novobarovo, Teceu
Novobarovo (în ucraineană Новобарово) este o comună în raionul Teceu, regiunea Transcarpatia, Ucraina, formată numai din satul de reședință.

## Demografie
Componența lingvistică a comunei Novobarovo
     Ucraineană (99,05%)
     Alte limbi (0,95%)
Conform recensământului din 2001, majoritatea populației comunei Novobarovo era vorbitoare de ucraineană (99,05%), existând în minoritate și vorbitori de alte limbi.